# Église Sainte-Marie-Madeleine de Mézières-en-Brenne
Pour les articles homonymes, voir Église Sainte-Marie-Madeleine, Sainte Marie et Sainte Madeleine.
L'église Sainte-Marie-Madeleine de Mézières-en-Brenne est une église catholique française. Elle est située sur le territoire de la commune de Mézières-en-Brenne, dans le département de l'Indre, en région Centre-Val de Loire.

## Situation
L'église se trouve dans la commune de Mézières-en-Brenne, à l'ouest du département de l'Indre, en région Centre-Val de Loire. Elle est située dans la région naturelle de la Brenne. L'église dépend de l'archidiocèse de Bourges, du doyenné de Brenne-Touraine et de la paroisse de Mézières-en-Brenne.

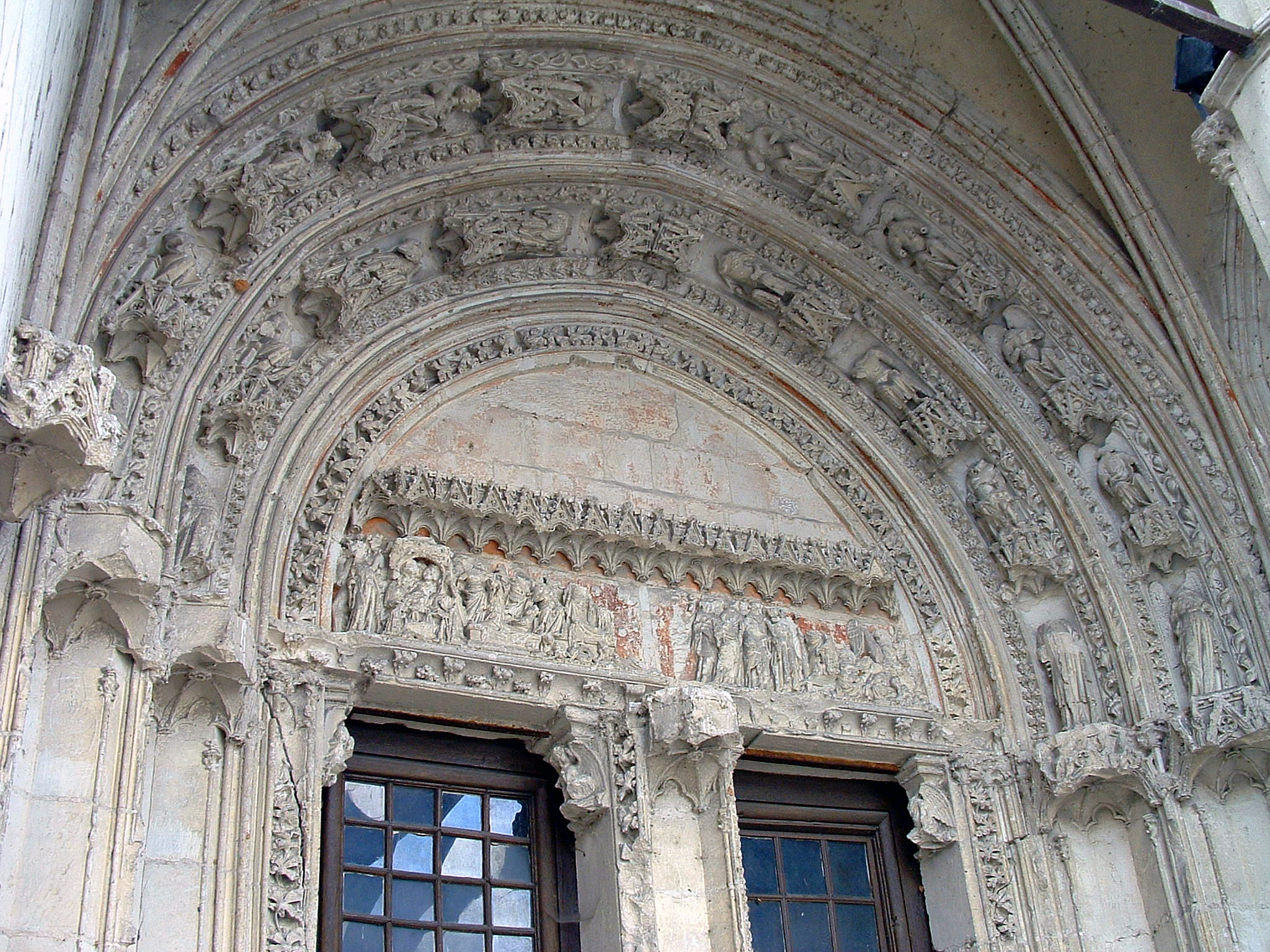
Le tympan du portail principal représentant la vie de Marie-Madeleine. Il y avait au-dessus un « Jugement dernier » qui a disparu. Deux rangs de voussures ornés de statues de saints et d'anges, en 2005.

## Histoire
L'église fut construite au XIVe siècle. C'est une fondation seigneuriale initiée par Alix de Brabant en 1333, mariée à Jean III d'Harcourt. C'est alors la collégiale du château. Elle est consacrée par l'archevêque de Bourges Foucaud de Rochechouart, le 22 juillet 1339. Alix de Brabant était la cousine de Philippe IV le Bel. Elle avait héritée la seigneurie de Mézières de sa mère Jeanne de Vierzon, unique héritière de ses parents, Hervé de Vierzon et de Jeanne de Brenne. Elle avait choisi la collégiale pour abriter sa sépulture. Elle est décédée, le 27 mars 1341.
En 1445, Jean d'Harcourt cède la seigneurie de Mézières à Charles d'Anjou.

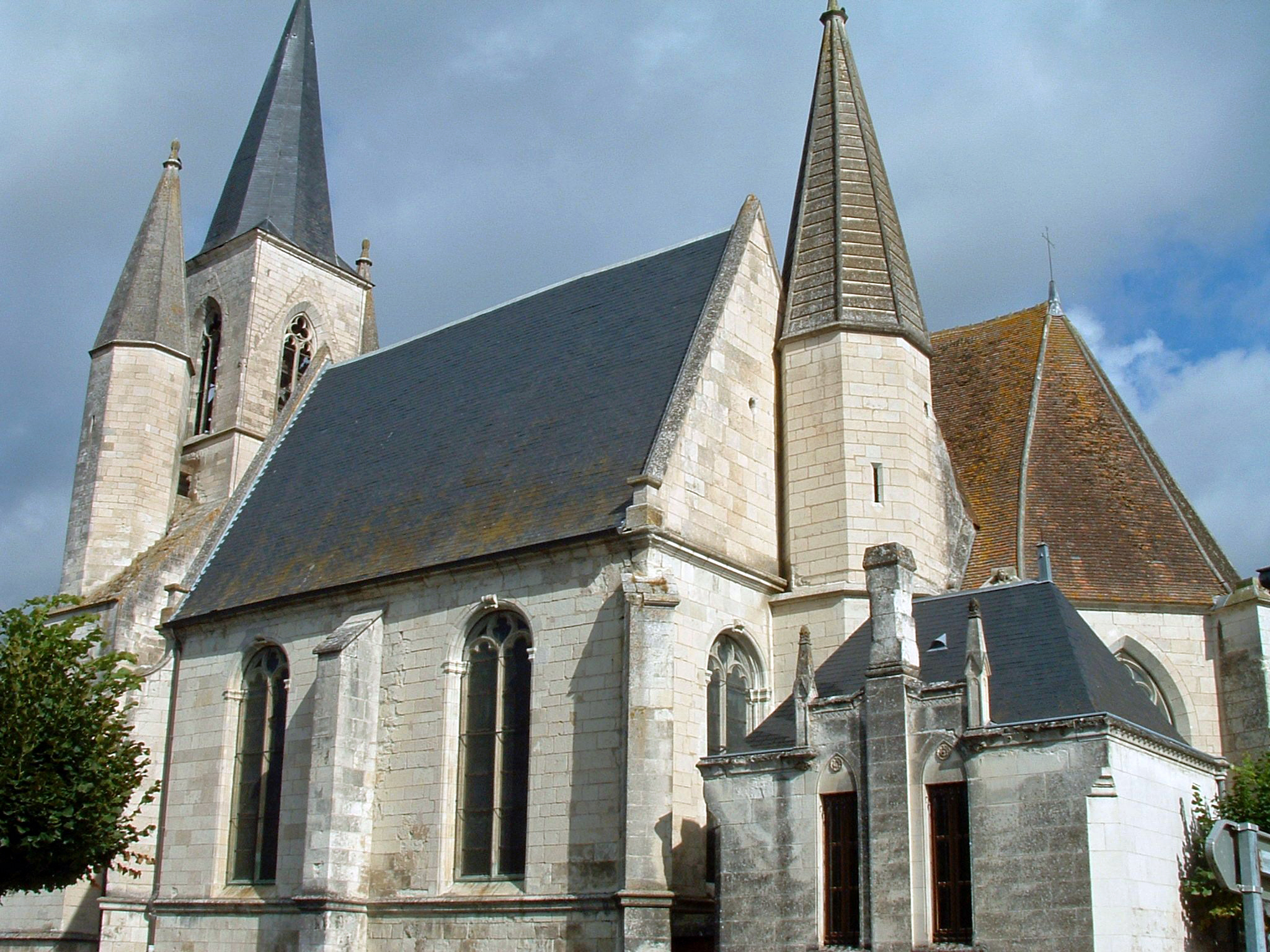
L'extérieur de la chapelle d'Anjou, en 2005.

Louis d'Anjou, bâtard du Maine, fils légitimé, le 10 mars 1465 à Poitiers et 1468 à Amboise, par son père Charles d'Anjou, prince de Naples, comte puis duc du Maine, comte de Gien, de Guise, de Mortain, vicomte de Châtellerault et de Matigné, seigneur de La Ferté-Bernard. Charles d'Anjou transmet la seigneurie de Mézières-en-Brenne à son fils en 1465.
En 1489, Louis d'Anjou-Mézières décide d'établir sa sépulture dans une chapelle de la collégiale, comme il l'écrit dans son testament rédigé, le 19 mars 1489 : « Item je ordonne ma sepulture  en l'eglise de la Magdaleine de Mazieres pour ce que ma chapelle, que j'ay ordonnée estre faicte près la dicte eglise n'est pas encore faicte ... ». La construction est déjà commencée à cette date. Elle est située au nord de la nef ouvrant sur les deux dernières travées de la nef.
La seconde chapelle, ou « chapelle d'Anjou », est fondée côté sud par Nicolas d'Anjou-Mézières, petit-fils de Louis d'Anjou, premier marquis de Mézières, en 1543. Elle est consacrée, le 13 mars 1559. Elle comprend deux travées. Elle est plus vaste que la chapelle nord.

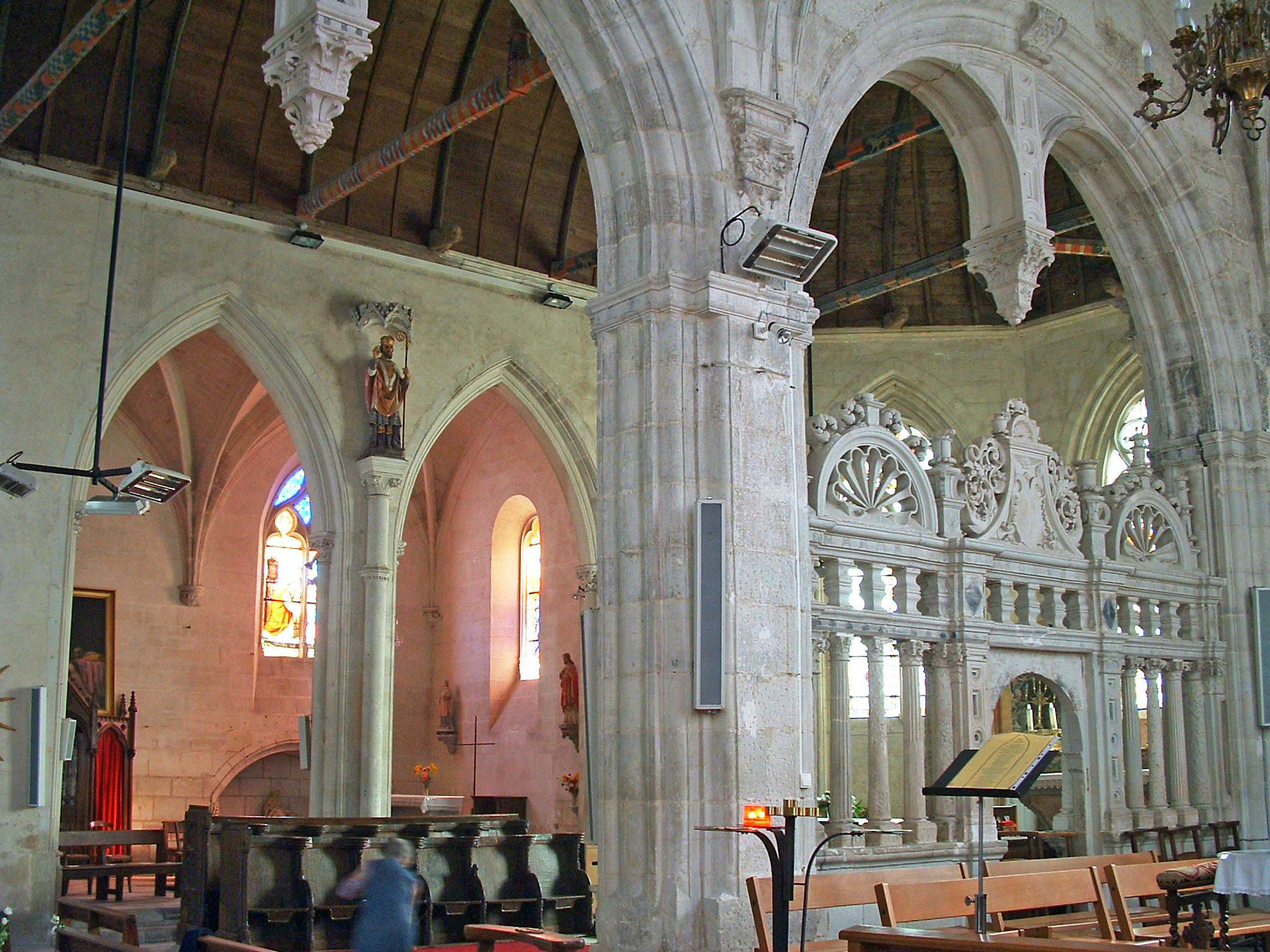
La chapelle nord, vue de la chapelle d'Anjou, en 2005.

Par la suite, l'histoire de l'église est celle de sa dégradation. Le devis produit pour sa restauration, en 1840, montre que son état est alarmant. L'architecte du département, A. Bisson, fait un nouveau devis en 1841. En 1843, seules des interventions pour la pose de châssis grillagés pour protéger les vitraux de la chapelle d'Anjou sont prévues. En 1850, Prosper Mérimée se montre sévère sur la protection de l'église : « L'église de Mézières n'offre à mon avis que fort peu d'intérêt. Elle appartient à une époque de décadence très avancée, et sauf une chapelle assez remarquable par l'adresse avec laquelle on a exécuté une ornementation très tourmentée et très profondément refouillée, je n'y vois rien qui la distingue d'une multitude d'églises du XVe et XVIe siècles dont personne ne se préoccupe ».
Jusqu'en 1879, l'administration des Monuments historiques n'accorde aucun subside pour la restauration de l'église. En 1877, l'architecte Darcy doit faire étayer le porche. En 1880 les premiers travaux de maçonnerie et de couverture sont entrepris. Des travaux de réparations de charpente et de couverture sont engagés en 1909. En 1921 et 1924, des reprises des maçonneries sont exécutées. En 1928, les vitraux sont pris en compte par l'inspecteur général Paul Boeswillwald. Jean-Jacques Grüber, maître verrier, est chargé de la remise en plomb des vitraux et du remplacement des parties manquantes en 1937.
L'édifice est classé au titre des monuments historiques, en 1862.

## Description

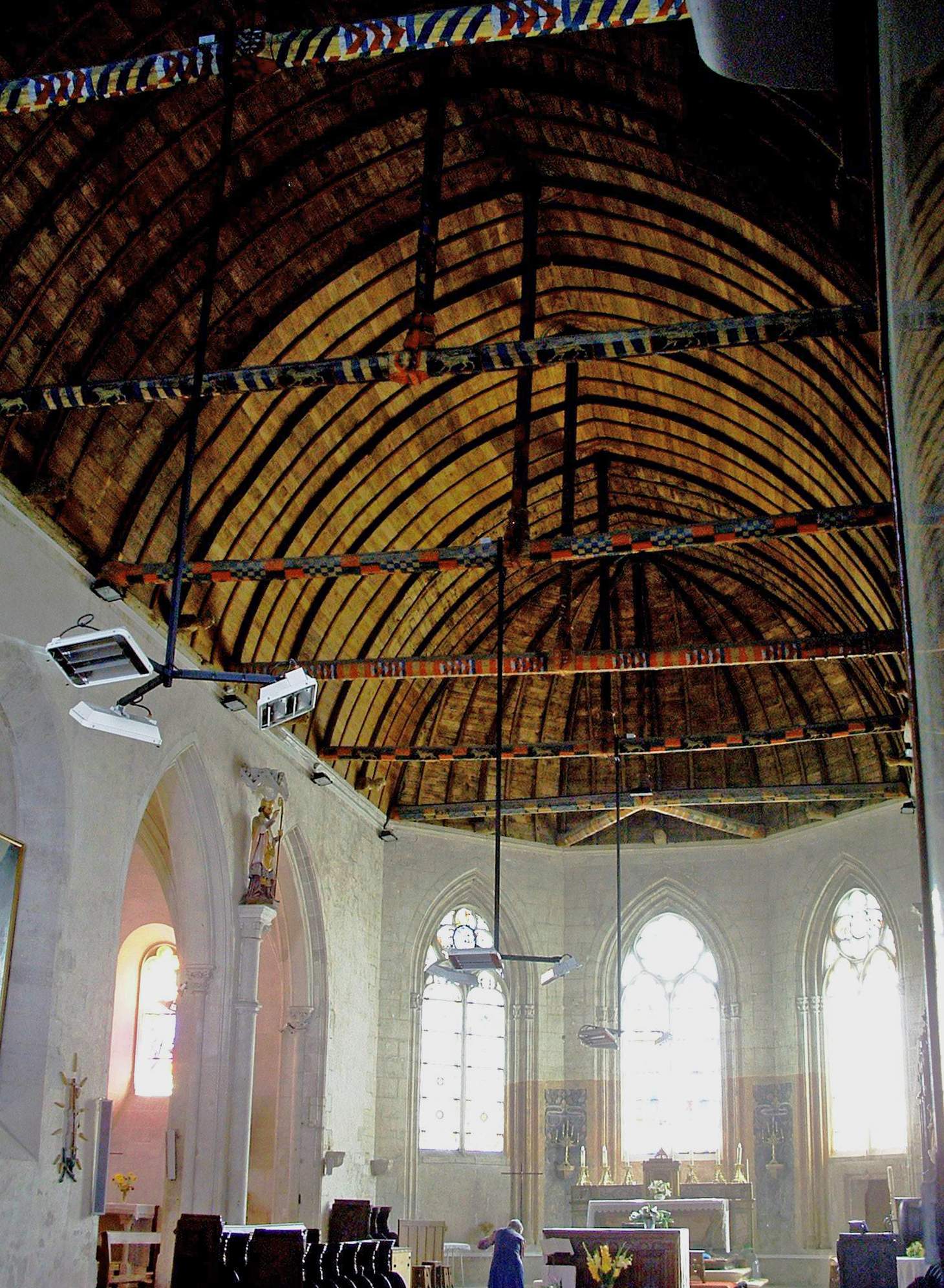
La nef, en 2005.

L'église du XIVe siècle avait un plan simple, une nef unique sans bas-côté, terminée par une abside à trois pans, couverte d'un lambris en berceau brisé tenu par des poutres peintes armoriées ou décorées de sujets pittoresques. Deux chapelles ont été ajoutées au XVe et XVIe siècles. Elle est remarquable par son porche richement ornementé, ses vitraux, ses stalles et la chapelle Notre-Dame, au sud, dite « chapelle d'Anjou ». Cette chapelle est séparée de la nef par une clôture en pierre à balustres d'un style italianisant. La chapelle est couverte d'une voûte avec des clés pendantes.

### Mobilier

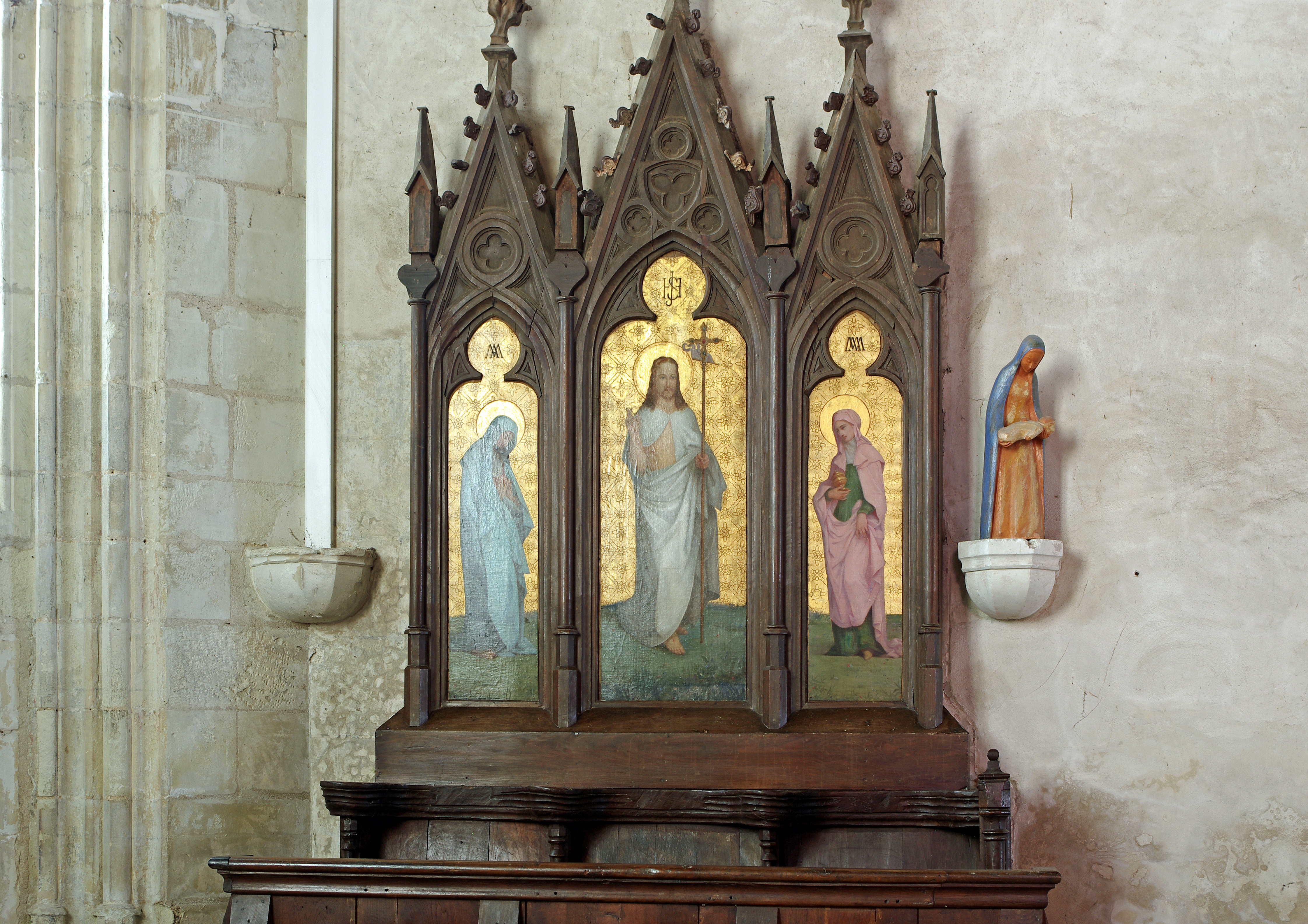
Stalle

L'église renfermer plusieurs œuvres classées ou inscrites comme objets par les monuments historiques :
- un bas-relief en plâtre[5], représentant : « Les Saintes Femmes au Tombeau du Christ », par Jean-Baptiste-Jules Klagmann (1810-1867) ;
- un tableau représentant la « Vierge l'Enfant Jésus et saint Jean-Baptiste[6] », peint par Dubrac, en 1834 ;
- 24[7] stalles du premier quart du XVe siècle ;
- un ostensoir[8] du XIXe siècle réalisé par l'atelier Quillery de Tours.

### Vitraux
L'intérêt de l'église vient de la qualité du décor vitré. On distingue deux séries de vitraux, les trois verrières de l'abside réalisées pour la collégiale, entre 1333 et 1339, et les trois autres de la chapelle d'Anjou datant du XVIe siècle. Une septième verrière se trouve sur le mur nord de la nef. Ces vitraux présentent les donateurs avec leurs familles et leurs saints patrons.

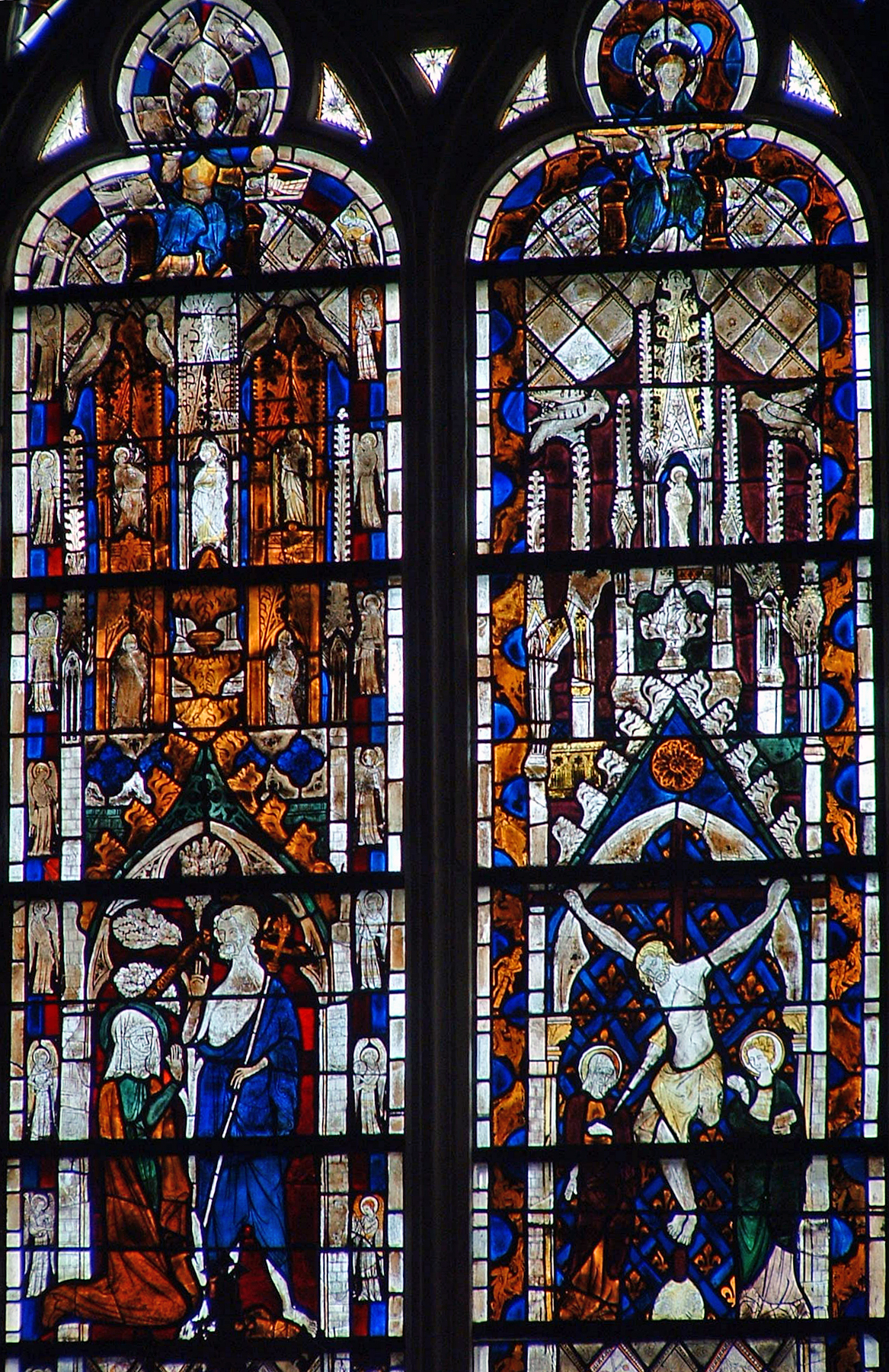
Le vitrail de l'abside : apparition du Christ à Marie-Madeleine, Crucifixion (baie no 0), datant de 1339, en 2005.
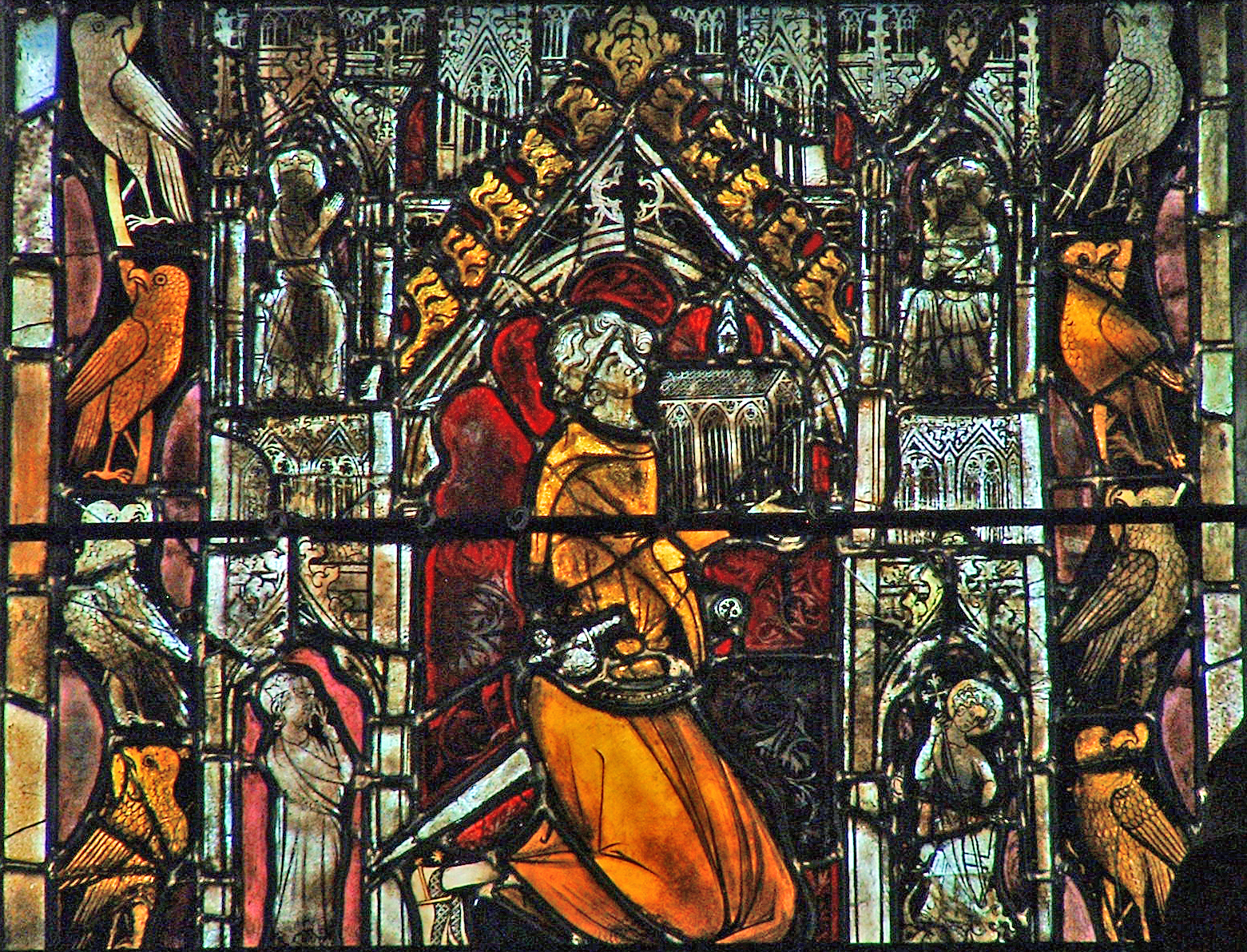
Jean III d'Harcourt en donateur, en 2005.
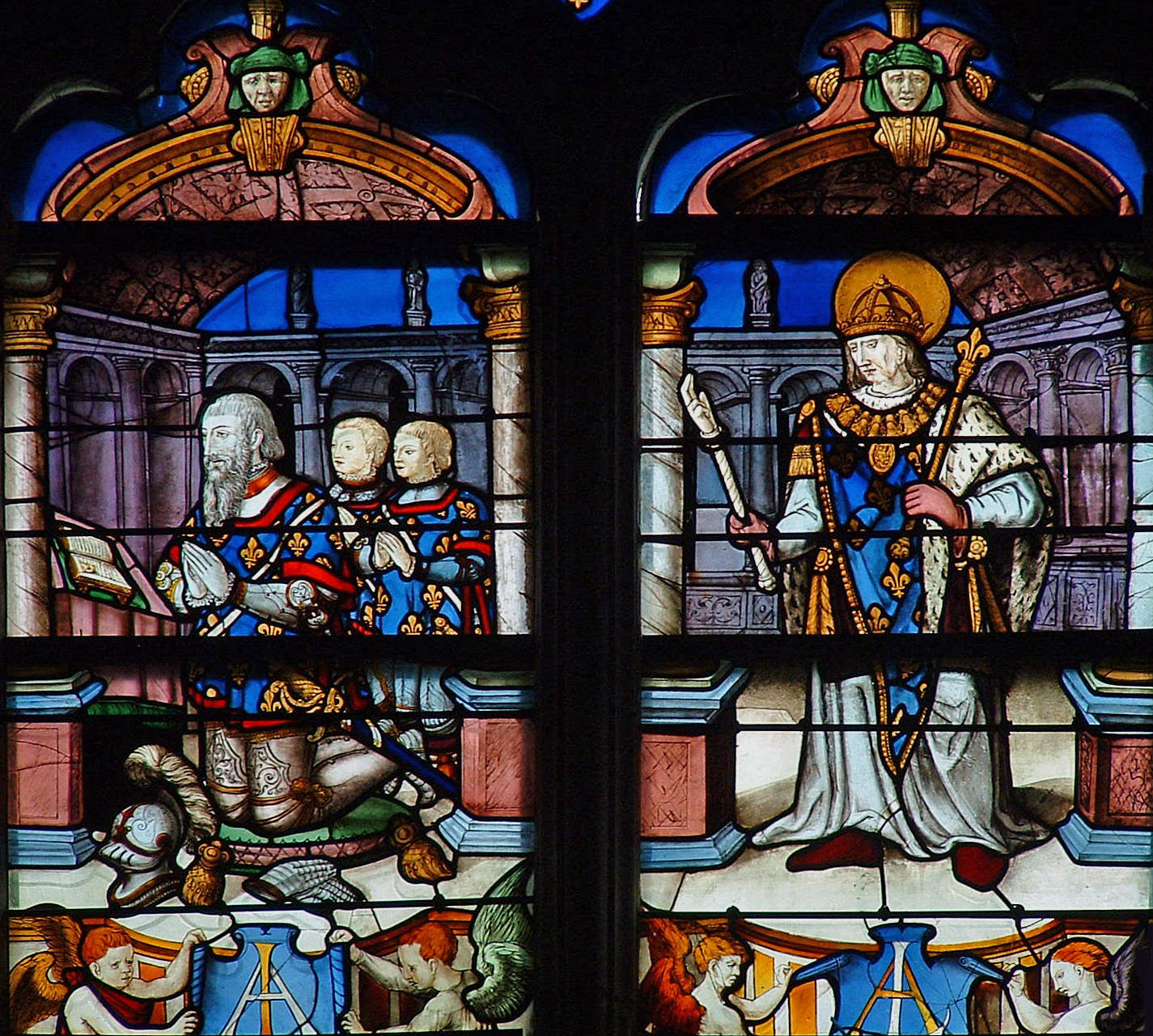
La chapelle d'Anjou : Louis d'Anjou-Mézières et ses deux fils présentés par saint Louis (baie no 4), en 2005.
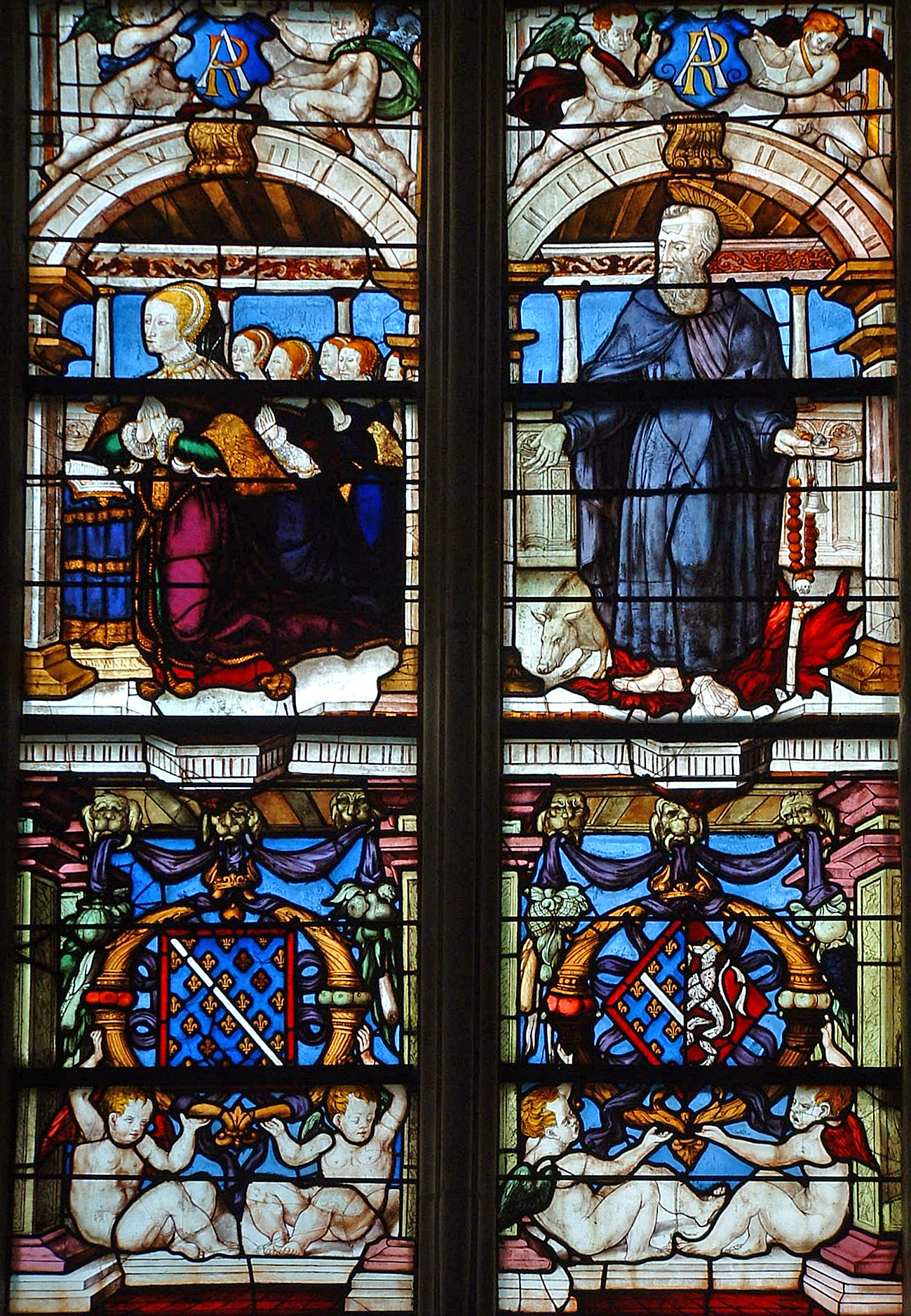
La chapelle d'Anjou : Antoinette de Chabannes et ses quatre filles présentées par saint Antoine (baie no 6), en 2005.
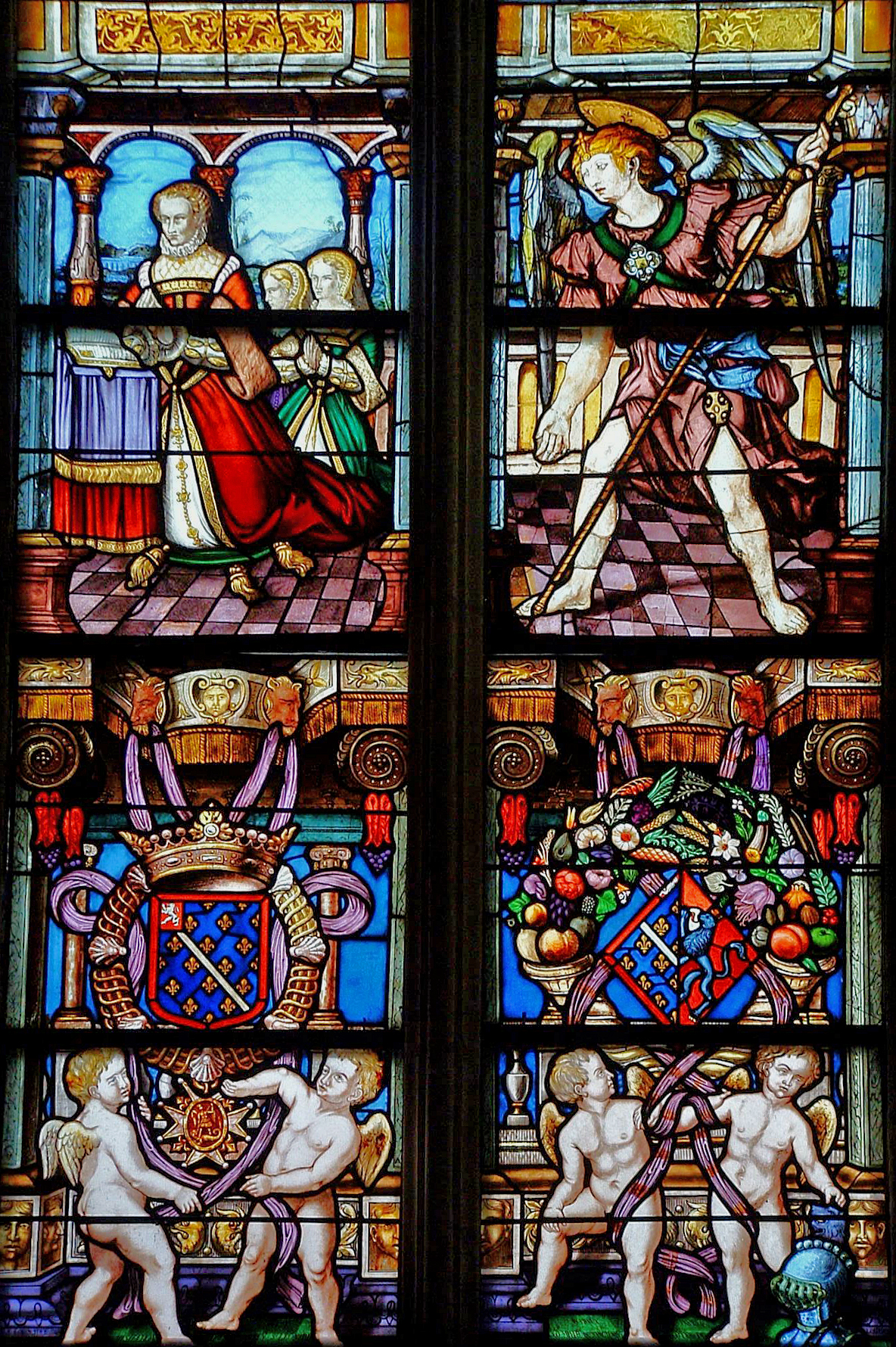
La chapelle d'Anjou : Gabrielle de Mareuil et ses deux filles présentées par l'archange Gabriel (baie no 8), en 2005.